# کلاریدن
کلاریدن (به لاتین: Clariden) یک کوه در سوئیس است که در کانتون گلاروس واقع شده‌است.. کلاریدن ۳٬۲۶۷ متر بالاتر از سطح دریا واقع شده‌است.